# سيليا ماقنانا
 سيليا ماقنانا (ولدت 16 مارس 1991 ببجاية، الجزائر) هي لاعبة كرة طائرة جزائرية شاركت مع المنتخب الجزائري للسيدات في البطولة العالمية 2010 و في كأس العالم 2011 . لعبت كموزعة ثانية في المنتخب الجزائري.

## معلومات الاندية
النادي الحالي : مشعل بلدية بجاية (الجزائر) 
النادي السابق : جمعية ولاية بجاية 
النادي الأول : ناصرية بجاية 
معلومات تقنية :
الطول: 1,80 م
الارتقاء في السحق : 2,95 م
الارتقاء في الصد : 2,86 م
- منتخب الجزائر لكرة الطائرة سيدات
- البطولة الجزائرية لكرة الطائرة سيدات